# أتاكاميس

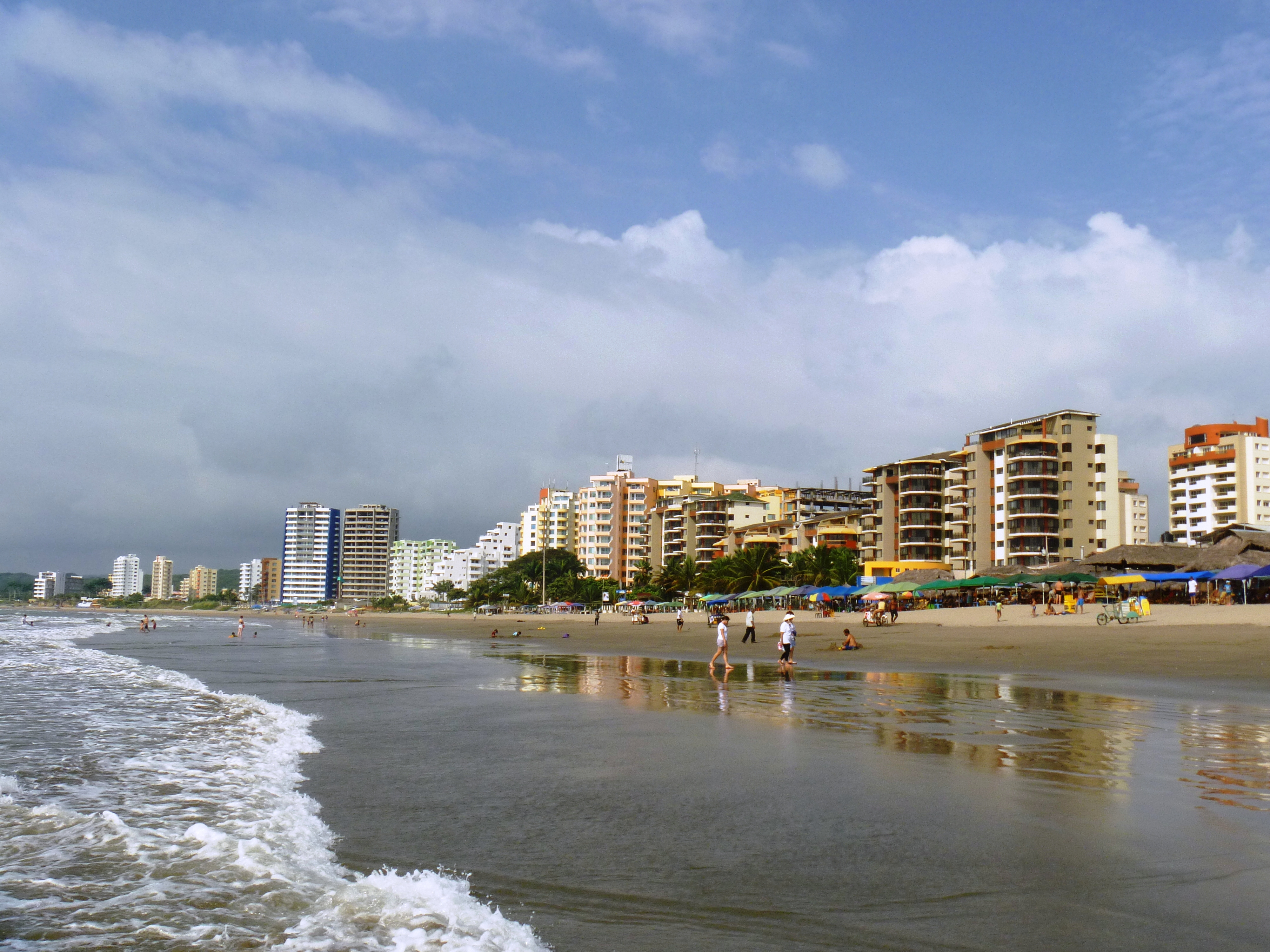
الساحل في تونسوبا في أتاكاميس

أتاكاميس هي مدينة صغيرة على ساحل المحيط الهادي في شمال الإكوادور. تقع في إقليمة أسمرالداس على بعد 30 كلم جنوبا وغربا من العاصمة الإقليمة. كان عدد سكانها 11,251 في عام 2005 نسمة، حيث بلغت نسبة الفقر 68% من السكان ممن يعيشون في حالة الفقر حسب إحصائيات 2005.